# Expedice 38
Expedice 38 byla třicátou osmou expedicí na Mezinárodní vesmírnou stanici (ISS). Expedice proběhla v období od listopadu 2013 do března 2014. byla šestičlenná, tři členové posádky přešli z Expedice 37, zbývající trojice na ISS přiletěla v Sojuzu TMA-11M už 7. listopadu 2013.
Sojuz TMA-10M a Sojuz TMA-11M expedici sloužily jako záchranné lodě.

## Posádka
| Pozice            | listopad 2013 – březen 2014            |
| ----------------- | -------------------------------------- |
| Velitel           | Oleg Kotov (3), Roskosmos (CPK)        |
| Palubní inženýr 2 | Sergej Rjazanskij (1), Roskosmos (CPK) |
| Palubní inženýr 3 | Michael Hopkins (1), NASA              |
| Palubní inženýr 4 | Michail Ťurin (3), Roskosmos (CPK)     |
| Palubní inženýr 5 | Richard Mastracchio (4), NASA          |
| Palubní inženýr 6 | Kóiči Wakata (4), JAXA                 |

V závorkách je uveden dosavadní počet letů do vesmíru včetně této mise.
Záložní posádka:
- Alexandr Skvorcov ml.
- Oleg Artěmjev
- Steven Swanson
- Maxim Surajev
- Gregory Wiseman
- Alexander Gerst

## Události během mise
Kvůli poruše čerpadla chlazení musela posádka koncem prosince 2013 absolvovat výstupy na vnější plášť stanice. První z nich byl vydařený, práce byla provedena rychle. K druhému výstupu EVA došlo 24. prosince. Práce se zdařila. Na palubu stanice byl přivezen i japonský robot Kirobo, se kterým japonský kosmonaut Kóiči Wakata absolvoval na Zem televizí přenášený rozhovor.
Dne 28. prosince 2013 utvořili kosmonauti Kotov a Rjazanskij nový rekord v délce pobytu ve vesmíru mimo stanici (označováno EVA), když zde prací strávili 8 hodin a 7 minut.
S několikadenním zpožděním dorazila ke stanici 12. ledna 2014 nákladní loď Cygnus s 1500 kg užitečného nákladu i vánočními dárky. Setrvala u stanice 37 dní, pak byla naplněna odpadem a odletu i s ním v atmosféře shořela. Další nákladní loď Progres M-22M odstartovala z Bajkonuru 6. února, po 6 hodinách letu se připojila k ISS. Na palubě byly náhradní díly, pohonné hmoty, voda a kyslík.